# Шотландська школа здорового глузду

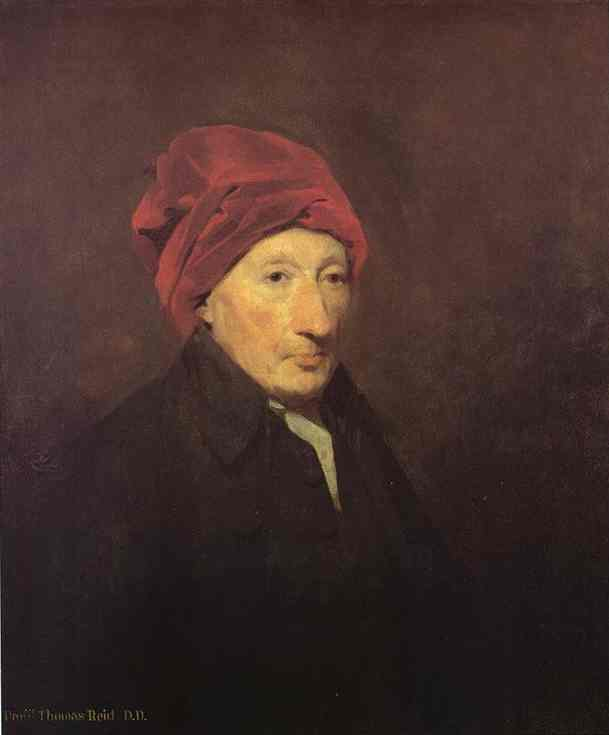
Томас Рід

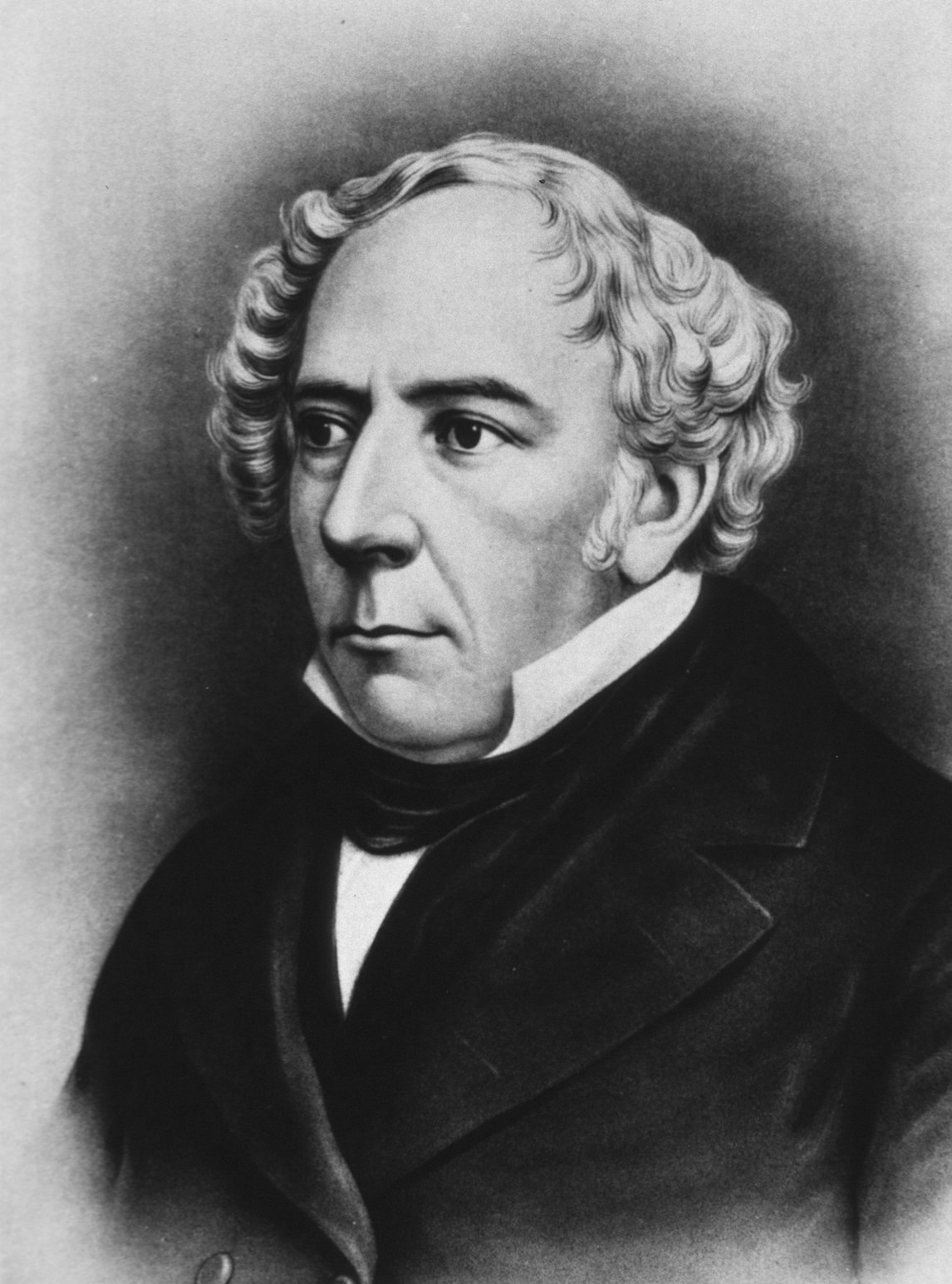
Вільям Гамільтон

Шотландська школа здорового глузду — філософська школа, що утворилася в Шотландії наприкінці 18-го початку 19-го століть. 

## Короткий опис
Школа філософії здорового глузду утворилася як критична реакція на таких англійських філософів, як Джон Локк, Джордж Берклі та Девід Г'юм . Найпомітнішими її представниками є Томас Рід та Вільям Гамільтон, який поєднав підхід Ріда з філософією Іммануїла Канта. Іншим великим представником цієї школи був Дугалд Стюарт. Ця школа вплинула на мислителів не лише Європи, а й Америки, серед останніх, наприклад, прагматист Ч. З. Пірс. Ідеї шотландської школи здорового глузду розвивав зокрема харківський філософ Ісидор Продан.
Поняття «здорового глузду» виводиться як аргумент проти філософського скептицизму, що заперечує очевидні для повсякденного розуму речі, такі, наприклад, як об'єктивне існування світу навколо нас. Представники школи здорового глузду стверджують, що здоровим глуздом у звичному житті керуються ті філософи, які у своїй філософській практиці заперечують деякі переконання, які з нього випливають. За деякими оцінками діяльності Шотландської школи здорового глузду, поняття здорового глузду використовується не стільки для побудови нової філософії, скільки для критики та повалення попередніх філософських систем.

### Первинні джерела
- Selections from the Scottish Philosophy of Common Sense, ed. by G. A. Johnston (1915), essays by Thomas Reid, Adam Ferguson, James Beattie, and Dugald Stewart (online version).